# Cold case (kryminalistyka)

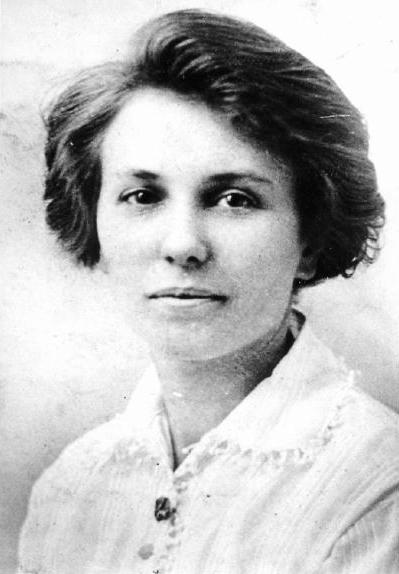
Eleanor Reinhardt Mills – ofiara niewyjaśnionego morderstwa

Cold case (ang. cold – zimny, case – sprawa, przypadek; l.mn. cold cases) – niewyjaśniony przypadek morderstwa. W Polsce w takiej sytuacji w aktach sprawy pojawia się adnotacja: sprawa niewyjaśniona-zakończona.
Nierozwiązana sprawa morderstwa, w stosunku do którego zaprzestano dalszego intensywnego śledztwa po uprzednim wyczerpującym przeanalizowaniu wszystkich śladów, które były dostępne w danym czasie, a które mogłyby prowadzić do znalezienia sprawcy. Termin może także zostać użyty w przypadku innych przestępstw, np. włamania czy zgwałcenia.

## Termin
Nie istnieje jedna, standardowa definicja. Różne instancje sądowo-policyjno-kryminalistyczne w Stanach Zjednoczonych posługują się nieco odbiegającymi od siebie definicjami cold case.  W innych krajach, poza USA, można również spotkać się z terminem historical case.
Istnienie tego określenia wynika stąd, że niewyjaśnione sprawy morderstw i brutalnych zgwałceń nigdy nie zostają oficjalnie zamknięte ze względu na drastyczność tych czynów, a jedynie po wyczerpaniu wszystkich możliwości śledczo-dochodzeniowych zaprzestaje się dalszego prowadzenia śledztwa aż do momentu, gdy pojawią się nowe informacje.
Określenie jest stosowane w żargonie policyjnym w krajach anglojęzycznych (m.in. Stany Zjednoczone, Wielka Brytania, Australia) w odniesieniu do nierozwiązanych spraw o morderstwo, tzn. nikomu nie przedstawiono zarzutu popełnienia zabójstwa, nikogo nie aresztowano ani nikogo nie skazano za zabicie ofiary, a które utknęły w martwym punkcie.
Termin dotyczy nie tylko spraw toczących się o morderstwo, a także śledztw w sprawach, w których podejrzewa się, że do śmierci ofiary doszło w wyniku morderstwa, również dotyczy podejrzanych zgonów oraz zgonów niezidentyfikowanych osób, które stały się ofiarą zabójstwa, a także przypadków zaginięcia z podejrzeniem o zamordowanie osoby zaginionej.
Tym mianem nazywa się każdy przypadek zabójstwa, w stosunku do którego zostały wykorzystane wszystkie zebrane materiały dowodowe i dostępne techniki śledcze mogące posłużyć do wyjaśnienia morderstwa, tzn. znalezienia mordercy. W związku z tym nawet sprawa, w której śledztwo trwało zaledwie kilka miesięcy może być określona jako cold case lub cold, choć z reguły w ten sposób określa się sprawy dopiero po upływie roku.

## Charakterystyka

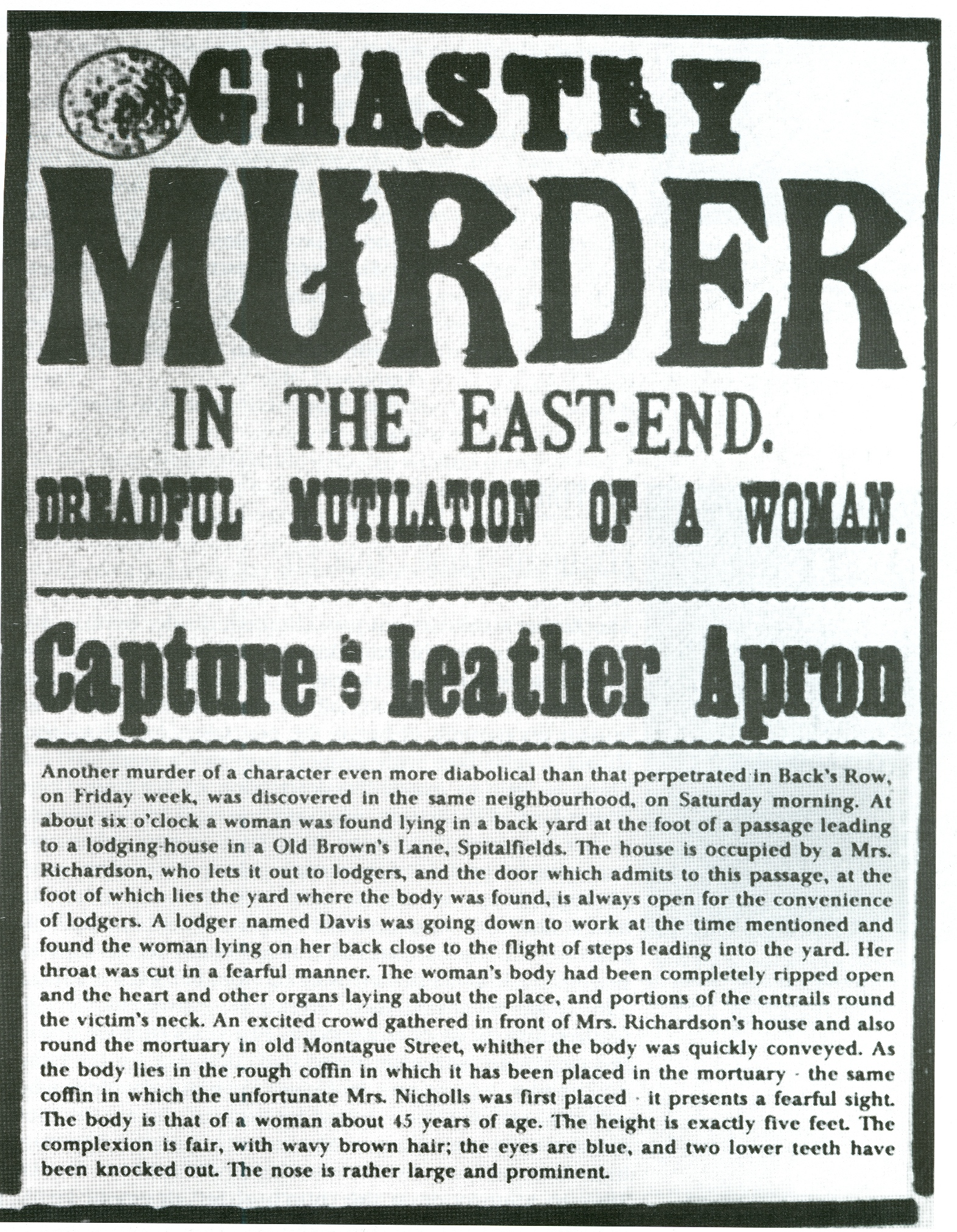
Biuletyn prasowy kolportowany w Londynie, po zabójstwie Annie Chapman – drugiej ofiary niezidentyfikowanego do dziś Mordercy z Whitechapel (Kuby Rozpruwacza). Wrzesień 1888.

Jeżeli morderca nie zostanie schwytany przez organy ścigania w okresie pierwszych 24 do 72 godzin od momentu popełnienia morderstwa, to szanse znalezienia sprawcy drastycznie maleją, albowiem wraz z upływem czasu coraz trudniej jest dotrzeć do świadków, a ich zeznania są coraz mniej precyzyjne, morderca i jego ewentualni wspólnicy zdążą poszukać sobie alibi i ustalić korzystną dla siebie wersję wydarzeń, zaś ważne materiały dowodowe ulegają uszkodzeniu, zniszczeniu lub zagubieniu. Paradoksalnie upływ czasu może także działać na korzyść śledztwa, które utknęło i przyczynić się do rozwikłania tajemnicy morderstwa, albowiem wraz z upływem czasu zmieniają się relacje międzyludzkie i sami ludzie, co może prowadzić do chęci złożenia zeznań, np. w przypadku, gdy sprawca nie stanowi już zagrożenia dla świadka, bo zmienił miejsce zamieszkania czy w przypadku, gdy były partner sprawcy składa zeznania jako akt zemsty, aby na przykład uzyskać alimentację.
Nierozwiązane sprawy kryminalne (cold cases) po pewnym czasie otrzymują niski priorytet lub przechodzą do archiwum, ale są ponownie otwierane co pewien okres, lub gdy tylko pojawią się nowe dowody, wskazówki od  świadków, zeznania podejrzanych lub bardziej nowoczesne techniki kryminalistyczne, które nie były wcześniej dostępne, a umożliwiają ponownie zbadanie zgromadzonych uprzednio dowodów. Na przykład za pomocą najnowszych metod i urządzeń analitycznych jest ponownie testowana próbka materiału dowodowego, która w przeszłości była zbyt mała do analizy, przeanalizowane zostają niezidentyfikowane materiały z miejsca przestępstwa albo w bazie danych ponownie zostaje sprawdzony profil DNA przestępcy, aby wykryć, czy wśród profili (lokalnych, stanowych i federalnych, tzw. system CODIS – Combined DNA Index System) zgromadzonych w bazie danych figuruje osoba o profilu DNA zgodnym z profilem DNA materiału dowodowego znalezionego kiedyś na miejscu przestępstwa. W systemie CODIS figurują dane w postaci profili DNA: materiałów dowodowych znalezionych na miejscu przestępstwa, skazanych przestępców z wszystkich stanów USA, aresztantów oraz osób zaginionych. Detektyw odpowiedzialny za prowadzenie sprawy, która ma status cold case, czyli wyczerpał wszystkie możliwe poszlaki, czeka na pojawienie się nowych zeznań, dodatkowych informacji czy materiałów dowodowych, które doprowadziłyby do przełomu w śledztwie.
Śledztwa toczące się w sprawach zabójstw prostytutek, bezdomnych, handlarzy narkotyków czy członków gangów szybciej przechodzą w stan cold cases ze względu na mniejsze zainteresowanie nimi policji niż w przypadku spraw dotyczących zamożnych obywateli o wysokim statusie społecznym, którymi dodatkowo zainteresowały się środki masowego przekazu. Przypuszcza się także, że w rozwiązaniu morderstw na prostytutkach czy handlarzach narkotyków pomocne okażą się zeznania schwytanych przestępców, którzy ujawnią nazwisko mordercy w zamian za złagodzenie kary.
W wielu przypadkach do zabójstwa dochodzi w wyniku tzw. przemocy domowej.

## Hot case
Przeciwieństwem określenia cold case jest termin hot case. Termin hot case charakteryzuje przypadek morderstwa, w sprawie którego toczy się aktualnie intensywne śledztwo. Hot case dotyczy śledztwa w pierwszej fazie prowadzenia dochodzenia, tuż po zgłoszeniu go policji i znalezieniu zwłok. Na tym etapie zostają podjęte czynności kryminalistyczne mające na celu znalezienie sprawcy, które obejmują: zabezpieczenie i poddanie oględzinom miejsca zbrodni lub miejsca znalezienia ciała, zebranie materiałów dowodowych i poddanie ich analizie za pomocą technik śledczych, ustalenie tożsamości ofiary, ustalenie medycznej przyczyny śmierci i sposobu, w który doszło do śmierci (zbrodnia, samobójstwo, śmierć z przyczyn naturalnych, śmierć w wyniku wypadku, śmierć z niewyjaśnionych przyczyn), określenie prawdopodobnego przebiegu wydarzeń oraz przesłuchiwanie świadków, członków rodziny, przyjaciół i podejrzanych.

## Znaczenie
W Stanach Zjednoczonych, rocznie, około 1/3 wszystkich morderstw i zabójstw z premedytacją nie zostaje wyjaśniona przez organy ścigania i po upływie roku od ich zgłoszenia otrzymuje status cold case. Na przykład w 2013 roku w Kolorado w rejestrze figurowało ogółem 1525 niewyjaśnionych morderstw.
Ponowne rozpatrzenie i przeprowadzenie czynności śledczych w sprawie uznanej za cold case, uwieńczone znalezieniem i skazaniem przestępcy, jest ważne z punktu widzenia budowania zaufania społecznego do pracy państwowych organów policyjno-sądowniczych oraz uzyskania poczucia sprawiedliwości w przypadku ofiar, ich rodzin i przyjaciół, bez względu na to, jak dawno miała miejsce dana zbrodnia, albowiem na 1 przypadek niewyjaśnionego morderstwa przypada 7 do 15 osób z grona rodziny, przyjaciół, kolegów, współpracowników, sąsiadów, które cierpią z powodu utraty bliskiej osoby i drastycznych okoliczności jej śmierci.

## W Polsce
W Polsce rocznie zostaje popełnionych około 600 zabójstw, z których 10 do 13% pozostaje niewyjaśnionych. Także część osób zaginionych w rzeczywistości stała się ofiarami morderstwa. Śledztwo w sprawie morderstwa trwa nierzadko rok lub dłużej. Morderstwo ulega przedawnieniu po upływie 30–35 lat od jego popełnienia. W tym czasie śledztwo może być ponownie wszczynane lub przedłużane, lecz po 35 latach wygasa obowiązek ścigania mordercy.
W Polsce nie działa jeszcze ogólnopolski system komputerowy, który umożliwiałby przechowywanie i analizowanie danych na temat wszystkich niewyjaśnionych morderstw popełnionych na terenie całego kraju, a tym samym skojarzenie ze sobą podobnych przypadków morderstw popełnionych w różnych częściach Polski. Informacje na temat niewyjaśnionych morderstw znajdują się jedynie w lokalnych archiwach.
Natomiast od 2002 roku działa w Polsce system komputerowy AFIS, za pomocą którego można porównywać ślady linii papilarnych i odcisków całych dłoni pobranych na miejscu przestępstwa z tymi, które już zostały zapisane w komputerze.
W prawie każdym mieście wojewódzkim przy komendzie policji działa komórka trudniąca się rozwiązywaniem niewyjaśnionych morderstw sprzed lat, po umorzeniu prokuratorskim, lecz przed upływem 30 lat od popełnienia czynu. Pierwsza taka grupa operacyjna w Polsce powstała w Krakowie i była jednocześnie pierwszą tego typu w Europie.